# 祖谷口橋
祖谷口橋（いやぐちばし）は、吉野川と祖谷川が合流する地点に架かる徳島県道32号山城東祖谷山線（徳島県道270号一宇祖谷口停車場線重複）のアーチ橋。東岸は徳島県三好市池田町大利。西岸は同県同市山城町下川。

## 沿革
- 1973年（昭和48年） - 完成。吉野川に架かる唯一のニールセンローゼ橋である。

## 橋の概要
- 橋長：230 m
- 有効幅員：7.5 m
- 完成：1973年（昭和48年）

## 周辺
- 祖谷渓
- 国道32号 - 西詰で接続する道路。
- 祖谷口駅 - JR土讃線。